# Adam Reynolds

a Compétitions nationales et continentales officielles uniquement.

b Matchs officiels uniquement.
Adam Reynolds, né le 10 juillet 1990 à Sydney, est un joueur de rugby à XIII australien évoluant au poste de demi de mêlée dans les années 2010.
Il fait ses débuts en National Rugby League lors de la saison 2012 avec les Rabbitohs de South Sydney où il y devient titulaire. Il remporte le titre en 2014 avec à ses côtés Alex Johnston, Sam Burgess et Greg Inglis. En sélection représentative, il dispute le City et le State of Origin.

## Palmarès
- Collectif :
  - Vainqueur de la National Rugby League : 2014 (South Sydney).
  - Finaliste de la National Rugby League : 2021 (South Sydney).

- Individuel :
  - Meilleur marqueur de points de la National Rugby League : 2020 (South Sydney).
  - Élu meilleur jeune joueur de la National Rugby League : 2014 (Rabbitohs de South Sydney).

### En sélection représentatives
| Année | Compétition     | Rang    | Résultats Sélection | Résultats Reynolds | Matchs Reynolds |
| ----- | --------------- | ------- | ------------------- | ------------------ | --------------- |
| 2016  | State of Origin | Perdant | 1 v, 0 n, 2 d       | 0 v, 0 n, 2 d      | 2/3             |

### En club

#### Statistiques
| Saison | Club                   | Compétition           | Matchs | Points | Essais | Goals | Drops |
| ------ | ---------------------- | --------------------- | ------ | ------ | ------ | ----- | ----- |
| 2012   | South Sydney Rabbitohs | National Rugby League | 27     | 208    | 3      | 97    | 2     |
| 2013   | South Sydney Rabbitohs | National Rugby League | 26     | 218    | 4      | 100   | 2     |
| 2014   | South Sydney Rabbitohs | National Rugby League | 26     | 221    | 7      | 95    | 3     |
| 2015   | South Sydney Rabbitohs | National Rugby League | 18     | 111    | 1      | 53    | 1     |
| 2016   | South Sydney Rabbitohs | National Rugby League | 16     | 95     | 2      | 43    | 1     |
| 2017   | South Sydney Rabbitohs | National Rugby League | 21     | 144    | 2      | 67    | 2     |
| 2018   | South Sydney Rabbitohs | National Rugby League | 22     | 194    | 4      | 88    | 2     |
| 2019   | South Sydney Rabbitohs | National Rugby League | 25     | 207    | 3      | 96    | 3     |
| 2020   | South Sydney Rabbitohs | National Rugby League | 23     | 221    | 6      | 98    | 1     |
| 2021   | South Sydney Rabbitohs | National Rugby League | 25     | 260    | 5      | 118   | 2     |
| 2022   | Brisbane Broncos       | National Rugby League | 20     | 146    | 6      | 61    | -     |